# 101 Collins Street
101 Collins Street in ein 260 Meter großer Wolkenkratzer in Melbourne (Australien). Das Bürohochhaus hat 50 Etagen und wurde 1991 fertiggestellt. Auf dem Dach befinden sich noch sieben Kommunikationsplattformen, gesäumt von zwei 65 Meter hohen Zwillingsantennen.